# Maria Czorbowa
Maria Czorbowa po mężu Georgiewa (bułg. Мария Чорбова-Георгиева, ur. 18 czerwca 1940, zm. 28 kwietnia 2015.) – bułgarska lekkoatletka, która specjalizowała się w pchnięciu kulą. 
Na mistrzostwach Europy w 1962 w Belgradzie zajęła 9. miejsce, a na mistrzostwach Europy w 1966 w Budapeszcie – 5. miejsce.
Zdobyła brązowy medal na europejskich igrzyskach halowych w 1967 w Pradze, przegrywając jedynie z Nadieżdą Cziżową ze Związku Radzieckiego i swą rodaczką Iwanką Christową. Na kolejnych europejskich igrzyskach halowych w 1968 w Madrycie zajęła 6. miejsce.
Była halową mistrzynią Bułgarii w 1966.
Jej rekord życiowy w pchnięciu kulą wynosił 16,40 m (ustanowiony 11 czerwca 1967 w Bukareszcie).